# Kongōbu-ji
Kongōbu-ji (jap. 金剛峯寺; pełna nazwa formalna: Kōya-san Kongōbu-ji, 高野山金剛峯寺) – najważniejsza świątynia buddyjskiej szkoły shingon, założonej w IX wieku przez mnicha Kūkaia (774–835; Kōbō-daishi, Wielkiego Nauczyciela Rozpowszechniającego Naukę Buddy). Otrzymał on od cesarza Saga (786–842) teren na górze Kōya-san, na którym z biegiem lat powstał kompleks świątynny. Znajduje się on w miejscowości Kōya-chō, w prefekturze Wakayama, w Japonii.

## Historia
Ufundowana w 1539 roku przez Hideyoshiego Toyotomi, przywódcę politycznego i militarnego w okresie Azuchi-Momoyama dla upamiętnienia zmarłej matki. W 1868 roku została połączona z sąsiednią świątynią wspólnie tworząc kompleks buddyjskiej szkoły shingon.

## Architektura
Wejście do kompleksu prowadzi przez wschodnią bramę – najstarszy zachowany budynek z 1539 roku.
W głównym budynku świątyni znajdują się:
- Ō-hiroma (Wielka Sala) – ozdobiona malowidłami Tan’yū Kanō (1602–1674), przedstawiającymi żurawie, miejsce odprawiania rytuałów;
- Ume no Ma (Sala Morelowa) – nazwa pochodzi od malowideł z XVII wieku na przesuwnych drzwiach fusuma[2];
- Yanagi no Ma (Sala Wierzbowa) – sala, w której popełnił seppuku Hidetsugu Toyotomi siostrzeniec Hideyoshiego.

## Galeria

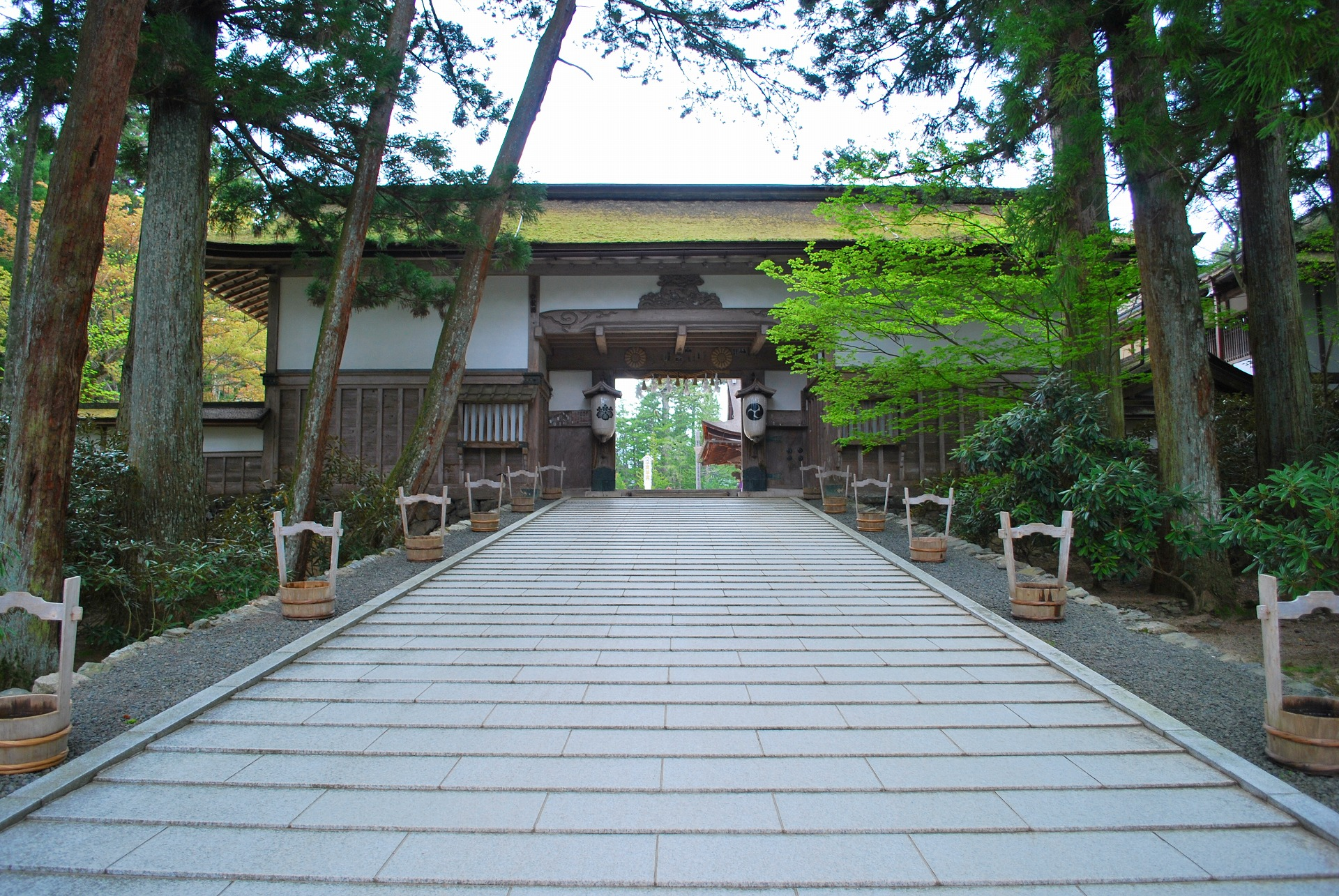
Wschodnia brama
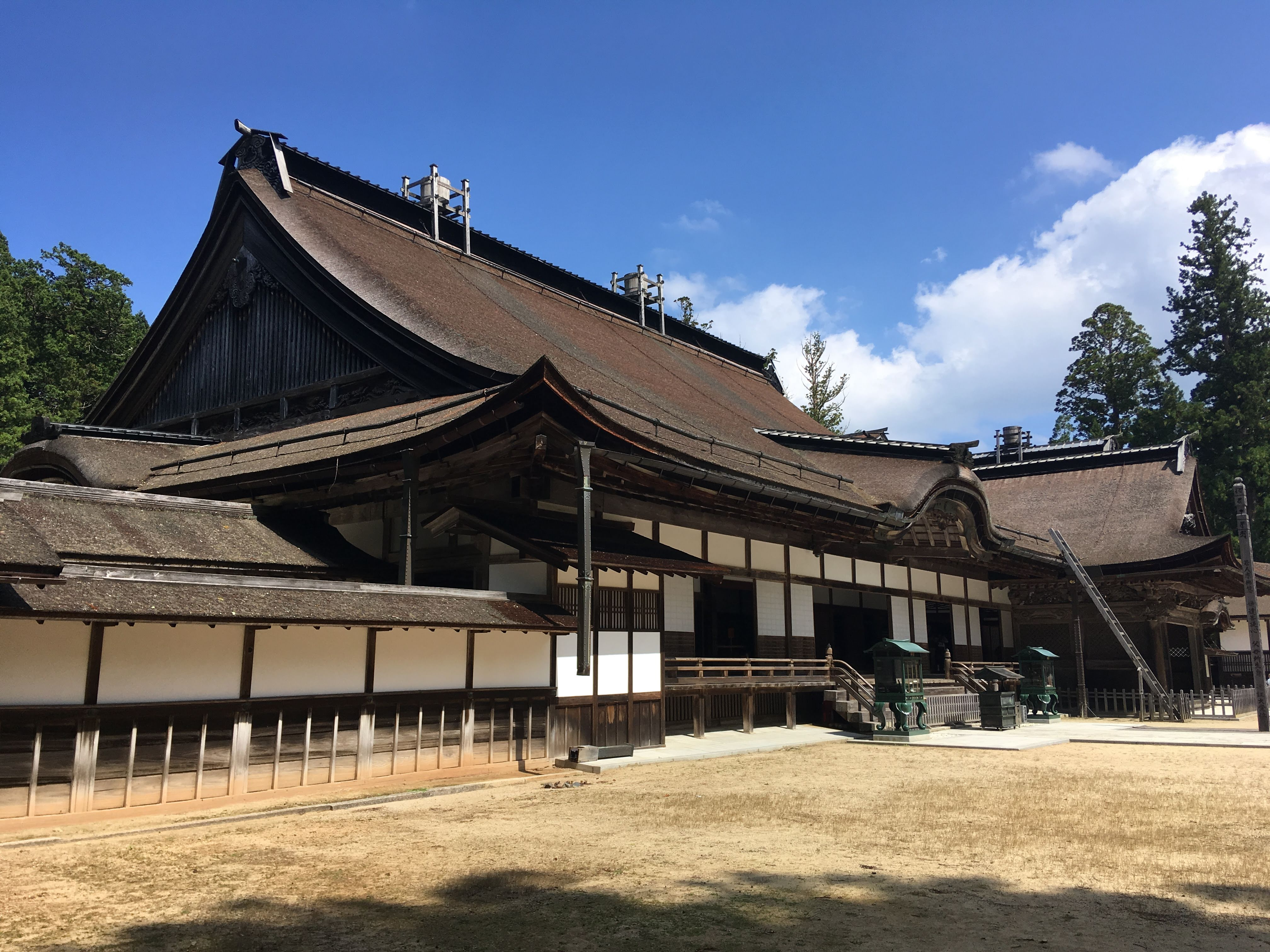
Główny budynek
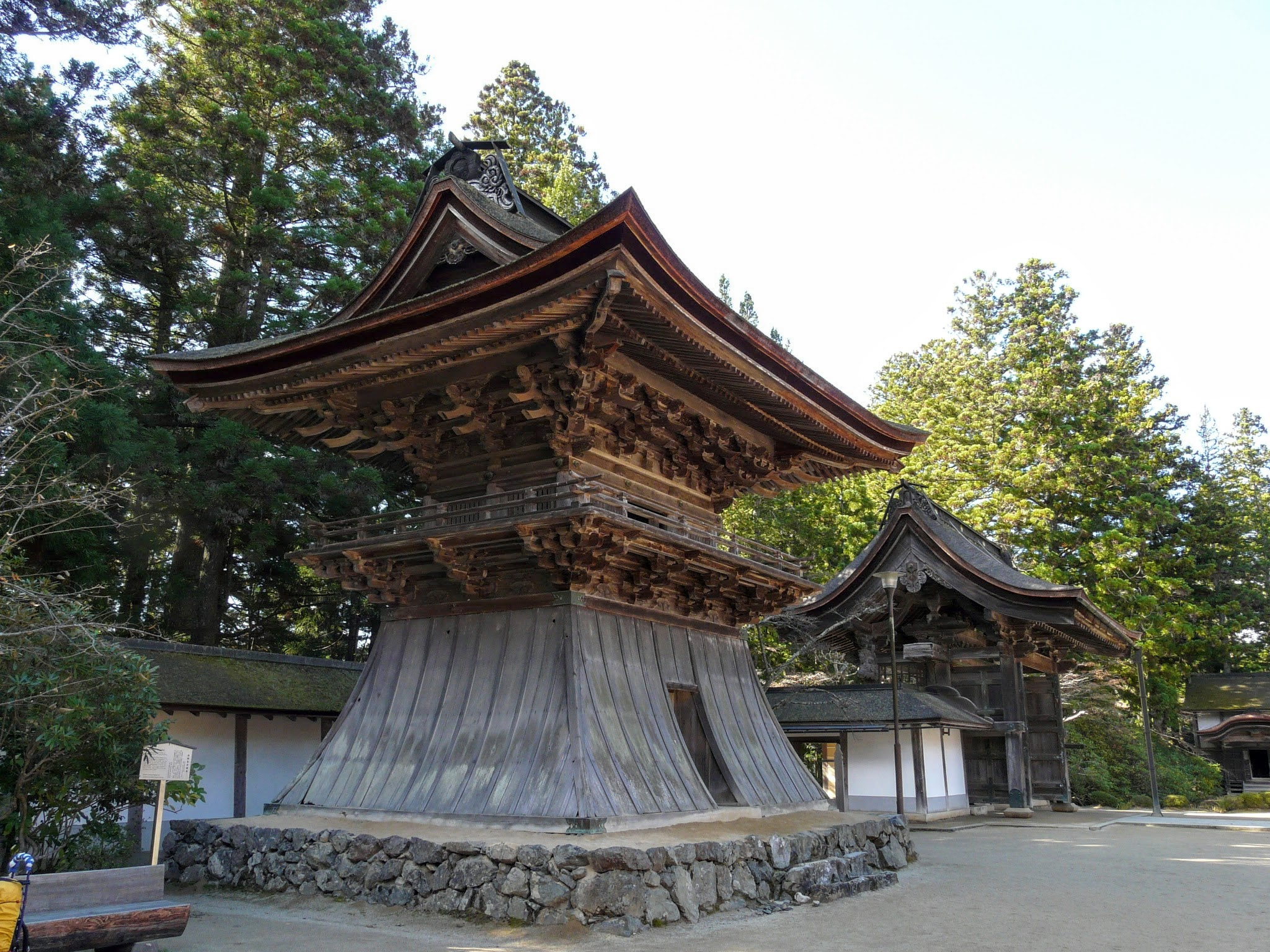
Dzwonnica
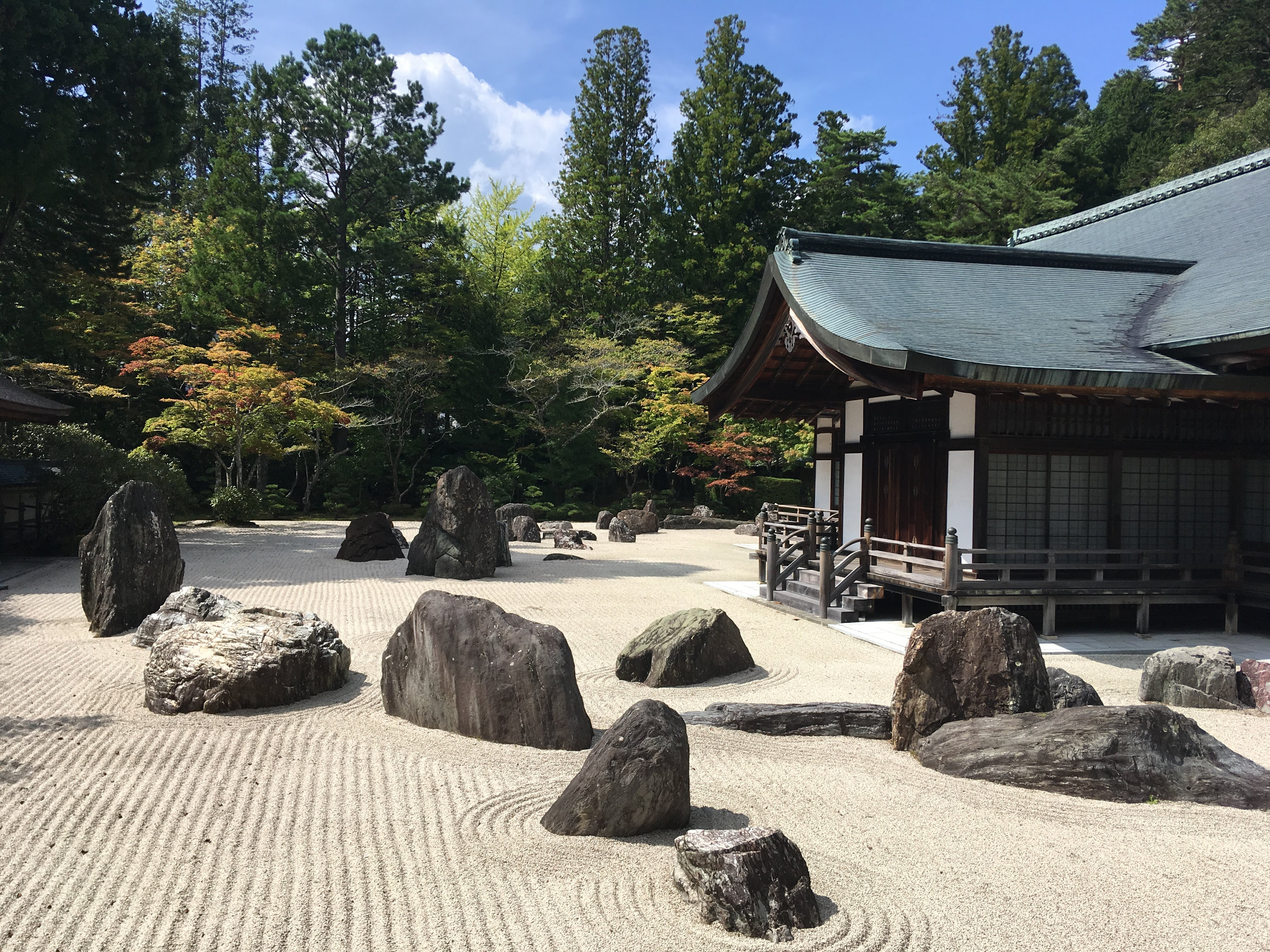
Banryū-tei, skalny ogród